# Arquétipos junguianos
Arquétipos junguianos são um conceito da psicologia que se refere a uma ideia, padrão de pensamento ou imagem universal e inata presente no inconsciente coletivo de todos os seres humanos. O correspondente psíquico do Instinto, os arquétipos são considerados a base de muitos dos temas e símbolos comuns que surgem em contos, mitos e sonhos em diversas culturas e sociedades. Alguns exemplos de arquétipos incluem os da mãe, da criança, do trapaceiro e do dilúvio, entre outros. O conceito de inconsciente coletivo foi proposto inicialmente por Carl Jung, um psiquiatra suíço e psicanalista.
Segundo Jung, os arquétipos são padrões inatos de pensamento e comportamento que buscam a realização no ambiente do indivíduo. Esse processo de atualização influencia o grau de individuação – isto é, o desenvolvimento da identidade única do indivíduo. Por exemplo, a presença de uma figura materna que se aproxima do conceito idealizado de mãe pela criança pode evocar expectativas inatas e ativar o arquétipo materno na mente infantil. Esse arquétipo é incorporado ao inconsciente pessoal da criança como um "complexo materno", funcionando como uma unidade funcional análoga a um arquétipo do inconsciente coletivo.

## Introdução

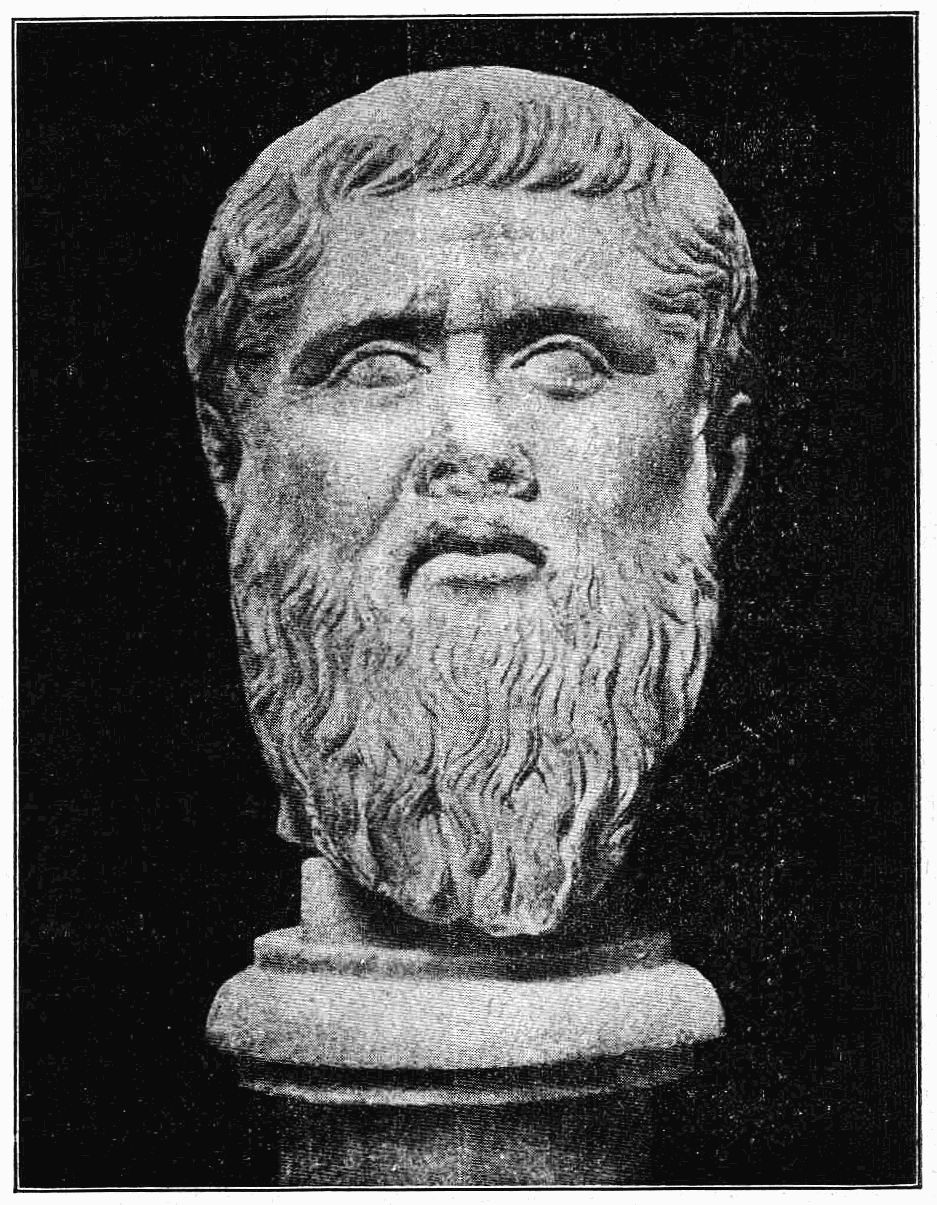
As ideias de Jung sobre os arquétipos baseavam-se, em parte, na teoria das Formas de Platão.

Carl Jung rejeitou a teoria da tabula rasa do desenvolvimento psicológico humano, a qual sugere que as pessoas nascem como uma "tábua rasa" e que suas experiências moldam pensamentos, comportamentos e sentimentos. Em vez disso, Jung acreditava que existem experiências universais inerentes à condição humana, como pertencimento, amor, morte e medo. Essas experiências, que ele denominava "inconsciente coletivo", são expressas no que ele chamava de "arquétipos". Jung acreditava ainda que esses arquétipos eram influenciados por pressões evolutivas e se manifestavam nos comportamentos e experiências dos indivíduos. Inicialmente, ele introduziu o conceito de imagens primordiais, que mais tarde passou a denominar arquétipos, para explicar essa ideia.
De acordo com a psicologia junguiana, os arquétipos são potenciais inatos que se expressam no comportamento e nas experiências humanas. São formas ocultas que se ativam ao emergir para a consciência, sendo moldadas por experiências individuais e culturais. O conceito de arquétipos é um aspecto fundamental da teoria do inconsciente coletivo, que postula a existência de experiências universais inerentes à condição humana. A existência desses arquétipos pode ser inferida a partir de diversos fenômenos culturais, como contos, Arte, mitos, Religiãos e sonhos.
O conceito de arquétipos de Jung foi influenciado pelas teorias de Immanuel Kant, Platão e Arthur Schopenhauer. A ideia junguiana difere do conceito platônico de Ideias, pois os arquétipos são dinâmicos e estão em constante busca de expressão na personalidade e no comportamento do indivíduo. Jung acreditava que esses arquétipos se ativam e ganham forma no encontro com experiências empíricas.
Para Jung, "o arquétipo é a forma introspectivamente reconhecível da ordenação psíquica a priori". "Essas imagens devem ser consideradas desprovidas de conteúdo sólido, isto é, inconscientes. Apenas adquirem solidez, influência e, eventualmente, consciência, no encontro com fatos empíricos."
De acordo com a psicologia junguiana, os arquétipos constituem a base comum para as experiências de todos os seres humanos. Cada indivíduo constrói suas próprias experiências sobre essa base, influenciado por sua cultura, personalidade e acontecimentos de vida únicos. Embora o número de arquétipos inatos e amorfos seja relativamente pequeno, eles podem dar origem a uma vasta gama de imagens, símbolos e comportamentos. Enquanto as imagens e formas resultantes são reconhecidas conscientemente, os arquétipos subjacentes permanecem inconscientes e não podem ser percebidos diretamente.
Jung acreditava que a forma do arquétipo era semelhante ao sistema axial de um Cristal, o qual determina a estrutura do cristal sem possuir existência física própria. O arquétipo é vazio e puramente formal, e a maneira específica como se manifesta depende das circunstâncias em que é ativado. As representações do arquétipo não são herdadas, apenas as formas, e estas correspondem aos instintos. A existência dos instintos e dos arquétipos não pode ser comprovada, a menos que se manifestem concretamente.
Um estudo publicado na revista Psychological Perspective em 2017 examinou as maneiras pelas quais as representações junguianas se manifestam nas experiências humanas. O artigo resumiu os achados do estudo,
Os arquétipos são temas ou padrões organizadores universais que aparecem independentemente do espaço, tempo ou pessoa. Aparecendo em todos os reinos existenciais e em todos os níveis de recursão sistemática, eles são organizados como temas no unus mundus, que Jung... descreveu como "o mundo potencial fora do tempo", e são detectáveis através de sincronicidades.

## Desenvolvimento inicial

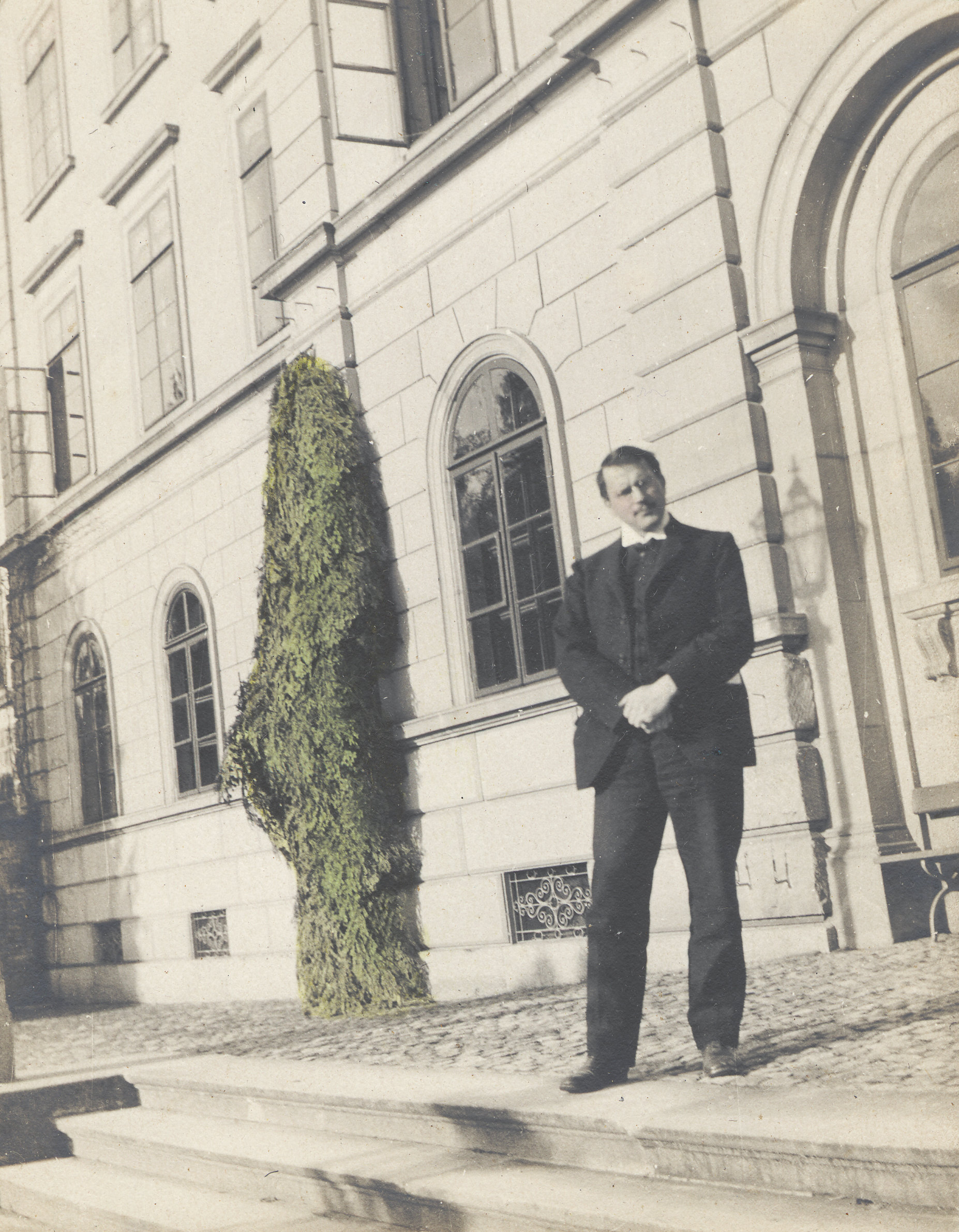
Carl Jung em pé em frente ao Hospital Burghölzli, Zurique, 1909

A intuição de Jung de que havia mais na psique do que a experiência individual pode ter se originado em sua infância. Ele teve sonhos que pareciam vir de uma fonte externa a si mesmo, e uma de suas primeiras lembranças foi de um sonho sobre um deus fálico subterrâneo. Posteriormente, a pesquisa de Jung no Hospital Burghölzli com pacientes psicóticos e sua própria autoanálise reforçaram sua crença na existência de estruturas psíquicas universais que fundamentam toda a experiência e comportamento humanos. Ele descobriu que os sonhos de seus pacientes seguiam certos padrões e continham elementos de mitos, lendas e contos de fadas. Jung inicialmente referiu-se a essas imagens como "imagens primordiais" – um termo que ele tomou emprestado de Jacob Burckhardt, passando a chamá-las posteriormente de "dominantes do inconsciente coletivo" em 1917.
Jung cunhou o termo "arquétipos" em seu ensaio de 1919, Ensaio "Instinto e o Inconsciente". A palavra deriva do grego, sendo que o primeiro elemento, "arche", significa "início, origem, causa, princípio da fonte primal", bem como "posição de um líder, governo supremo e administração". O segundo elemento, "type", significa "golpe e o que é produzido por um golpe, a marca de uma moeda, forma, imagem, protótipo, modelo, ordem e norma". No uso moderno, o termo designa "padrão subjacente à forma, forma primordial".

## Desenvolvimento posterior
Nos anos posteriores, Jung revisou e ampliou o conceito de arquétipo, concebendo-os como padrões psico-físicos existentes no universo, dotados de expressão específica pela consciência e cultura humanas. Isso fazia parte de sua tentativa de vincular a psicologia de profundidade ao amplo programa científico do século XX.
Jung propôs que o arquétipo possuía uma natureza dual, existindo tanto na psique do indivíduo quanto no mundo em geral. O elemento não psíquico, ou arquétipo "psicoide", é uma síntese de instinto e espírito e não é acessível à consciência. Jung desenvolveu esse conceito em colaboração com o físico quântico austriaco Wolfgang Pauli, que acreditava ser crucial para a compreensão dos princípios do universo. Jung também via o arquétipo psicoide como um contínuo que inclui o que ele denominara anteriormente "tendência arquetípica", ou o padrão inato de ação.
O arquétipo não é apenas uma entidade psíquica, mas, fundamentalmente, uma ponte para a matéria em geral. Jung utilizou o termo unus mundus para descrever a realidade unitária que, segundo ele, subjaz a todos os fenômenos manifestos – coisas observáveis ou perceptíveis no mundo físico. Ele concebeu os arquétipos como mediadores do unus mundus, organizando não apenas as ideias na psique, mas também os princípios fundamentais da matéria e da energia no mundo físico. O aspecto psicoide do arquétipo impressionou o físico laureado com o Nobel Wolfgang Pauli, que abraçou o conceito de Jung e acreditava que o arquétipo estabelecia uma ligação entre os eventos físicos e a mente do cientista que os estudava. Isso ecoava a posição adotada pelo astrônomo alemão Johannes Kepler. Assim, os arquétipos que ordenam nossas percepções e ideias são, por si só, produto de uma ordem objetiva que transcende tanto a mente humana quanto o mundo externo.

## Analogias
A analogia de Jung, que compara a psique ao espectro eletromagnético, é uma forma útil de visualizar os diferentes componentes da psique. Nessa analogia, o espectro de luz visível representa a consciência, com o centro do espectro (correspondente à cor verde) simbolizando a mente consciente. As extremidades vermelha e azul do espectro representam o inconsciente, com o vermelho simbolizando impulsos inconscientes e a luz invisível na extremidade infravermelho correspondendo aos Instintos influenciados por condições físicas e químicas. Por exemplo, a luz vermelha pode representar a influência de instintos primordiais e impulsos emocionais em nosso comportamento, como o desejo por alimento, abrigo e reprodução. Já o azul remete a ideias espirituais, enquanto a luz invisível na extremidade ultravioleta simboliza a influência dos arquétipos tanto sobre a matéria viva quanto inanimada. Por exemplo, a luz azul pode representar a influência de crenças e valores espirituais em nosso comportamento, como a crença em uma potência superior ou um código Moral (moral). A luz ultravioleta, por sua vez, pode representar a influência de arquétipos universais – como o herói, o sábio ancião ou o trapaceiro – sobre nossos pensamentos, sentimentos e ações. Acredita-se que tais arquétipos existam além do espectro visível e possam exercer sua influência sobre o que é vivo e o que é inanimado.
Na analogia de Jung, a cor violeta representa um aspecto distinto da psique, e não uma combinação de outras cores ou comprimentos de onda de luz. Essa cor pode simbolizar a influência de fatores psicológicos que não são facilmente explicáveis ou compreensíveis, como sincronicidades, sonhos e outros fenômenos que desafiam explicações racionais. Jung sugeriu que essas estruturas arquetípicas não apenas governam o comportamento dos organismos vivos, mas também influenciam o comportamento da matéria inorgânica. Por exemplo, o arquétipo do herói pode inspirar uma pessoa a enfrentar corajosamente uma situação perigosa, enquanto o arquétipo do sábio ancião pode orientar decisões sábias e compassivas. De modo similar, a influência dos arquétipos pode ser observada na natureza, como na forma como rios e montanhas parecem incorporar determinadas qualidades ou energias.

## Exemplos

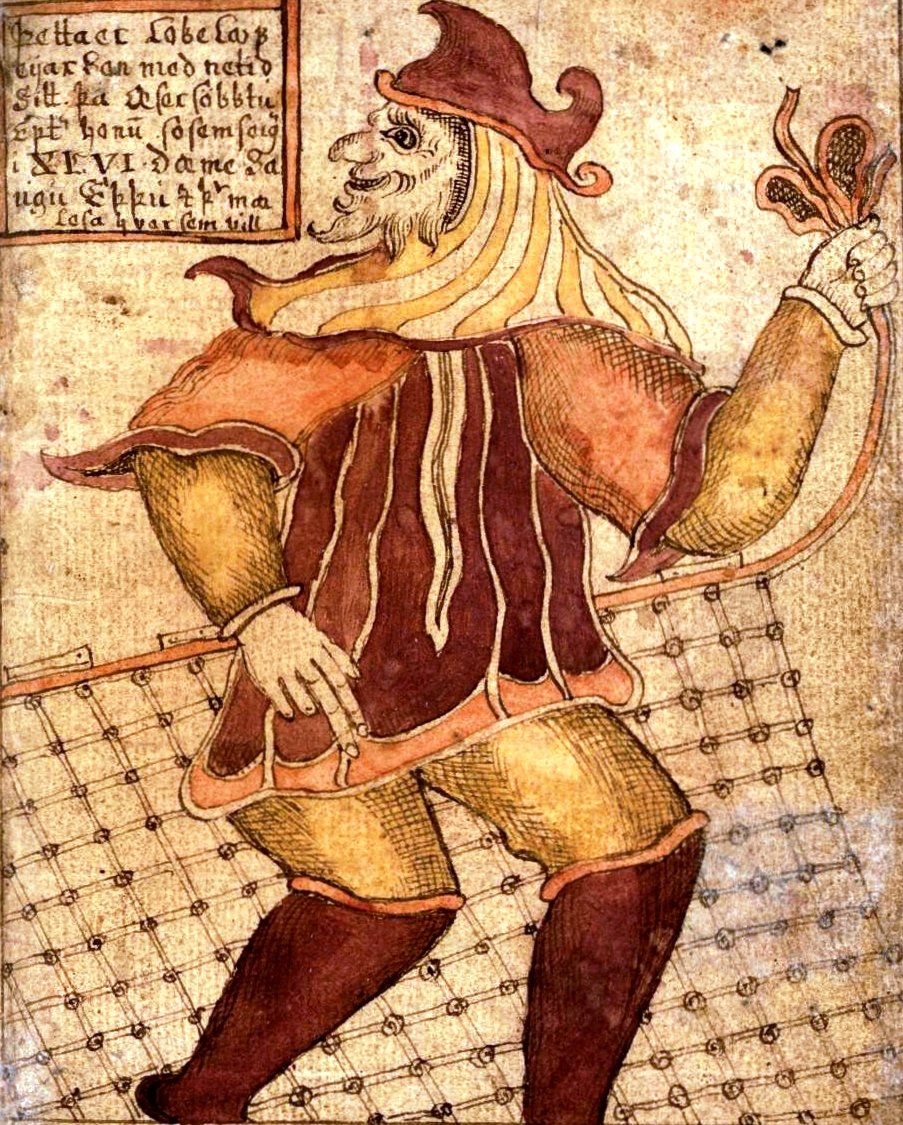
O deus trapaceiro nórdico Loki conforme representado em um manuscrito islandês do século XVIII.

Jung identificou vários arquétipos na psicologia humana. Estes incluem eventos como nascimento, morte e casamento; figuras como a mãe e o pai e a criança; e motivos como o apocalipse e o dilúvio. Embora o número de arquétipos seja ilimitado, existem algumas imagens arquétipas particularmente notáveis e recorrentes, “sendo a principal delas” (segundo Jung) “a ‘’sombra’’, o ‘’velho Sábio’’, a ‘’criança’’, a ‘’mãe’’ … e sua contraparte, a ‘’Donzela’’, e por fim a ‘’ânima’’ no homem e o ‘’animus’’ na mulher. Alternativamente, ele se referia à “emergência de certos arquétipos definidos … a sombra, o animal, o velho sábio, a ânima, o animus, a mãe, a criança”. A persona, a ânima e o animus, a sombra e o self são quatro dos arquétipos que se enquadram nos sistemas separados da personalidade.
Pai
O pai representa as qualidades patriarcais da persona. Algumas dessas qualidades podem incluir força, raiva, função protetora, provisão e sabedoria. O arquétipo do pai pode ser observado em diversas formas, como reis, chefes e o pai biológico.
mãe
A mãe representa o aspecto cuidador, perdoador e protetor da figura feminina. Está frequentemente associada às qualidades de amor, compaixão, paciência e cuidado. O arquétipo da mãe pode se manifestar de diversas formas, como uma mãe biológica, uma figura materna na vida de uma pessoa ou mesmo um aspecto materno na própria personalidade.
Self
O self designa toda a gama de fenômenos psíquicos nos indivíduos, expressando a unidade da personalidade como um todo. Segundo Jung, esse arquétipo se manifesta na meia-idade – a fase em que todos os sistemas da personalidade se desenvolveram e o indivíduo já se preocupa com sua integridade e autorealização.
Sombra
A sombra é uma representação do inconsciente pessoal como um todo e geralmente incorpora valores compensatórios em relação aos mantidos pela personalidade consciente. É o lado oculto e reprimido da persona. Assim, a sombra frequentemente representa o lado obscuro do indivíduo, aqueles aspectos de si mesmo que existem, mas que não se reconhecem ou com os quais não se identifica. Isso também é descrito como os aspectos animalísticos e sinistros de todas as pessoas. Mesmo que a sombra possa parecer um arquétipo negativo – capaz de degradar e destruir o ego – o oposto é verdadeiro se ela for integrada corretamente. Se não integrada adequadamente e for reprimida, podem ocorrer efeitos negativos que afetem o indivíduo e os que o cercam.
Ânima
O arquétipo da ânima aparece nos homens como sua imagem primordial da mulher, representando a expectativa sexual do homem em relação às mulheres e, ao mesmo tempo, simbolizando as possibilidades femininas do homem, ou seja, suas tendências contrassexuais.
Animus
O arquétipo do animus é a imagem análoga das qualidades masculinas presentes nas mulheres. Além disso, pode referir-se também ao sentido consciente das qualidades masculinas entre os homens.
Toda tentativa de apresentar uma lista exaustiva de arquétipos seria um exercício inútil, pois estes tendem a se combinar e a intercambiar qualidades, dificultando a delimitação de onde um arquétipo termina e outro começa. Por exemplo, qualidades do arquétipo da sombra podem ser proeminentes em uma imagem arquétipa da ânima ou do animus. Um arquétipo também pode aparecer em diversas formas distintas, o que levanta a questão se devemos considerar quatro ou cinco arquétipos distintos ou apenas quatro ou cinco formas de um único arquétipo.

## Atualização e complexos
Os arquétipos buscam a atualização à medida que o indivíduo vivencia seu ciclo de vida no contexto de seu ambiente. Segundo Jung, esse processo é chamado de Individuação, que ele descreveu como “uma expressão daquele processo biológico – simples ou complicado, conforme o caso – pelo qual todo ser vivo torna-se aquilo que estava destinado a ser desde o início”. É considerado um processo criativo que ativa o inconsciente e as imagens primordiais através da exposição a potenciais inexplorados da mente. Os arquétipos guiam o processo de individuação rumo à autorealização.
Jung também utilizou os termos “evocação” e “constelação” para explicar o processo de atualização. Assim, por exemplo, o arquétipo da mãe é atualizado na mente da criança mediante a evocação de antecipações inatas do arquétipo materno, quando a criança se encontra na proximidade de uma figura materna que corresponde suficientemente ao seu modelo arquétipo. Esse arquétipo da mãe é incorporado ao inconsciente pessoal da criança como um complexo materno.

## Estágios da vida

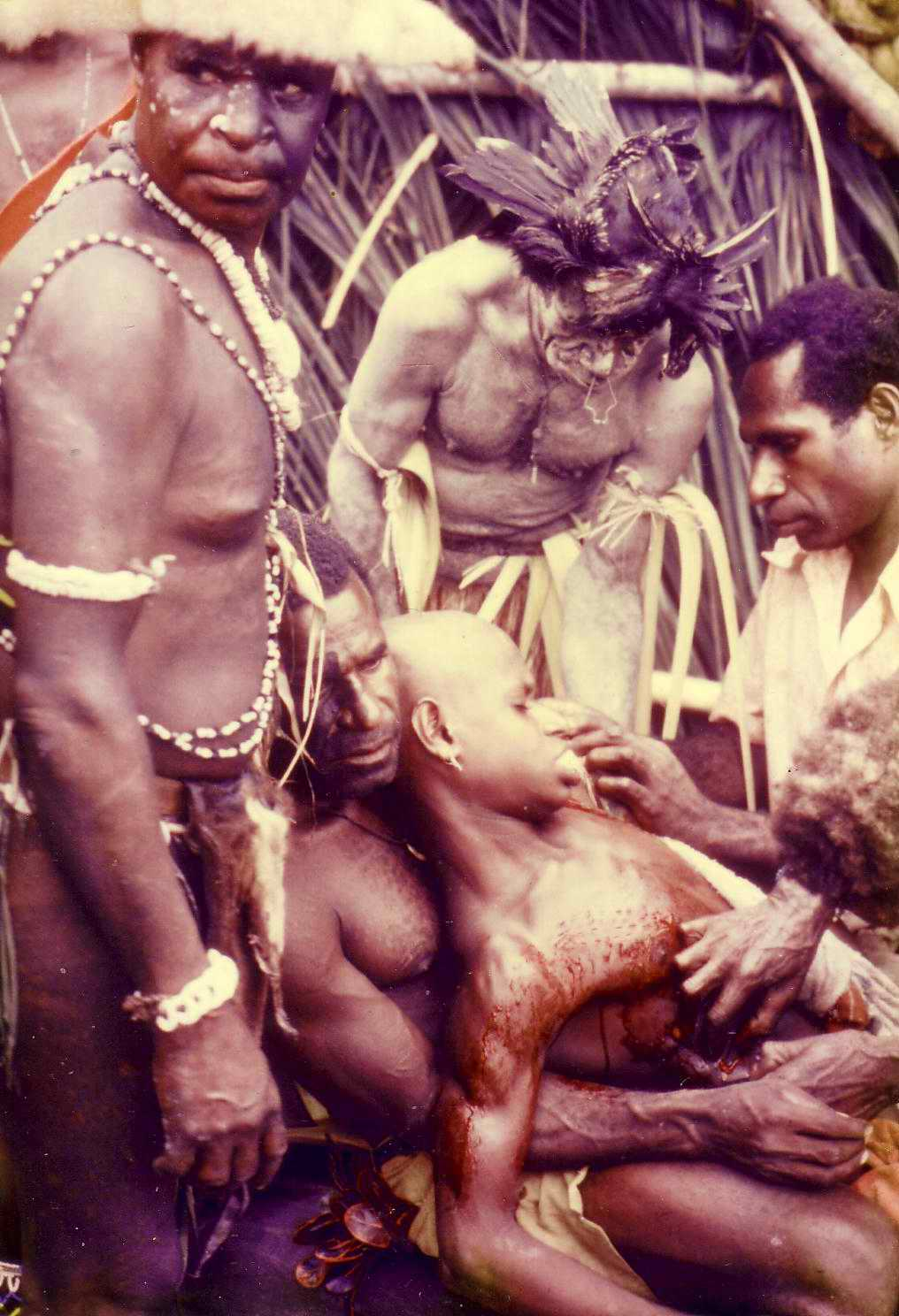
Uma cerimônia de iniciação na Papua-Nova Guiné ocorre.

Os arquétipos são disposições psíquicas pré-conscientes universais inatas, permitindo que os seres humanos reajam de maneira humana, pois constituem a base a partir da qual emergem os temas fundamentais da vida humana. Os arquétipos são componentes do Inconsciente coletivo e servem para organizar, direcionar e informar o pensamento e o comportamento humanos. Eles controlam o ciclo de vida humano.
À medida que amadurecemos, o plano arquétipo se desenrola por meio de uma sequência programada que Jung chamou de estágios da vida. Cada estágio é mediado por um novo conjunto de imperativos arquétipos que buscam se realizar na ação. Estes podem incluir ser cuidado pelos pais, iniciação, cortejo, casamento e preparação para a morte.
“O arquétipo é uma tendência de formar tais representações de um motivo – representações que podem variar muito em detalhes sem perder seu padrão básico… De fato, eles são uma ‘tendência’ instintiva.” Assim, “o arquétipo da iniciação é fortemente ativado para fornecer uma transição significativa… com um ‘Rito de passagem’ de um estágio da vida para o seguinte”: Tais estágios podem incluir ser cuidado pelos pais, iniciação, cortejo, casamento e preparação para a morte.

## Desenvolvimentos gerais
Em seu livro, ‘’Jung e os Pós-Jungianos’’, Andrew Samuels aponta alguns desenvolvimentos importantes que se relacionam com o conceito dos arquétipos junguianos. Claude Lévi-Strauss foi um defensor do estruturalismo na antropologia e, similar a Jung, tinha interesse em compreender melhor a natureza dos fenômenos coletivos. Ao trabalhar para entender a estrutura e o significado do mito, Lévi-Strauss chegou à conclusão de que os fenômenos presentes são transformações de estruturas ou infraestruturas anteriores, chegando a afirmar que “a estrutura dos pensamentos primitivos está presente em nossas mentes”.
Samuels ainda aponta que, no estudo da psicolinguística de Noam Chomsky, há um padrão de aquisição de linguagem nas crianças, ou seja, uma gramática universal. Chomsky denominou esse padrão de dispositivo de aquisição de linguagem. Ele também se refere a um conceito de “universais” e faz uma distinção entre os universais “formais” e os universais “substanciais”, similar à diferença entre arquétipo enquanto tal (estrutura) e imagem arquétipa.
Jean Piaget escreve sobre “esquemas”, que são inatos e estabelecem uma base para a atividade perceptuomotora, auxiliando na aquisição do conhecimento. Samuels afirma que os esquemas são comparáveis aos arquétipos por sua inatismo, atividade e necessidade de correspondência com o ambiente.
Anthony Stevens argumenta que o conceito de instintos sociais, proposto por Charles Darwin, as faculdades de Henri Bergson e os isomorfos de Wolfgang Köhler estão todos relacionados aos arquétipos. Todos esses conceitos relacionam-se aos estudos de Strauss, que acreditava que “todas as formas de vida social são uma projeção de leis universais responsáveis por regular as atividades inconscientes da psique.”

### Etologia e teoria do apego
Em ‘’Biological Theory and the Concept of Archetypes’’, Michael Fordham considerou que os mecanismos inatos de liberação em animais podem ser aplicáveis aos seres humanos, especialmente na infância. Os estímulos que produzem o comportamento instintivo são selecionados a partir de um amplo campo por um sistema perceptivo inato, sendo que o comportamento é “desencadeado”. Fordham traçou um paralelo entre algumas das observações etológicas de Lorenz sobre o comportamento hierárquico dos lobos e o funcionamento dos arquétipos na infância.
Anthony Stevens sugere que a etologia e a psicologia analítica são disciplinas que buscam compreender fenômenos universais. A etologia nos mostra que cada espécie possui capacidades comportamentais únicas adaptadas ao seu ambiente, e os seres humanos não são exceção. Stevens afirma que os arquétipos são os “centros neuropsíquicos responsáveis por coordenar o repertório comportamental e psíquico de nossa espécie.”
A confusão sobre a qualidade essencial dos arquétipos pode ser atribuída, em parte, às próprias ideias em evolução de Jung sobre eles e ao uso intercambiável dos termos “arquétipo” e “imagem primordial”. Jung também se empenhou em preservar a qualidade bruta e vital dos arquétipos como expressões espontâneas do inconsciente, sem atribuir às suas manifestações individuais e culturais um significado seco, rigoroso e formulado intelectualmente. Comportamentos programados ocorrem na relação psicológica entre a mãe e o recém-nascido. A indefesa condição do bebê, seu imenso repertório de estímulos sinalizadores e comportamento de aproximação desencadeiam uma resposta maternal. E o cheiro, o som e a forma da mãe, por exemplo, ativam uma resposta de alimentação.

### Biologia
Stevens sugere que o DNA pode ser examinado para identificar a localização e a transmissão dos arquétipos. Como estes são concomitantes com a vida natural, espera-se que estejam presentes onde quer que haja vida. Ele propõe que o DNA é o arquétipo replicável da espécie.
O analista junguiano Murray Stein argumenta que todos os diversos termos usados para delinear os mensageiros – “modelos, Genes, Enzimas, Hormônios, catalisadores, Feromônios, hormônios sociais” – são conceitos semelhantes aos arquétipos. Ele menciona figuras arquétipas que representam mensageiros, como Hermes, Prometeu ou Cristo. Baseando seus argumentos na consideração dos sistemas de defesa biológica, afirma que estes devem operar em uma ampla gama de circunstâncias específicas, seus agentes devem ser capazes de circular livremente, a distribuição dos agentes não deve perturbar o status quo somático e, em indivíduos predispostos, os agentes atacarão o self.

### Psicanálise
Melanie Klein: A ideia de fantasia inconsciente de Melanie Klein está intimamente relacionada com o arquétipo junguiano, pois ambos são compostos por imagem e afeto e são padronizações a priori da psique cujos conteúdos são construídos a partir da experiência.
Jacques Lacan: Lacan foi além da proposição de que o inconsciente é uma estrutura situada abaixo do mundo consciente; o próprio inconsciente é estruturado, como uma linguagem. Isso sugere paralelos com Jung. Ademais, as ordens Simbólica e Imaginária de Lacan podem ser alinhadas, respectivamente, com a teoria arquétipa de Jung e o inconsciente pessoal. A ordem Simbólica organiza os conteúdos da Imaginária da mesma forma que as estruturas arquétipas predispõem os humanos a certos tipos de experiência. Se tomarmos o exemplo dos pais, as estruturas arquétipas e a ordem Simbólica predispõem o nosso reconhecimento e relação com eles. O conceito de Real de Lacan aproxima-se da elaboração, por Jung, do inconsciente psicoide, que pode ser considerado verdadeiro, mas não pode ser conhecido diretamente. Lacan postulou que o inconsciente está organizado em uma intricada rede regida por associações, sobretudo “associações metafóricas”. A existência da rede é demonstrada pela análise dos produtos do inconsciente: sonhos, sintomas, etc.

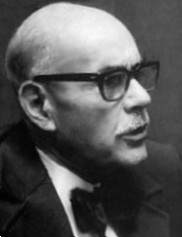
Wilfred Bion.

Wilfred Bion: Segundo Bion, os pensamentos precedem a capacidade de pensar. Em um bebê, os pensamentos são indistinguíveis dos dados sensoriais ou de emoções desorganizadas. Bion utiliza o termo protopensamentos para esses fenômenos iniciais. Devido à sua conexão com os dados sensoriais, os protopensamentos são concretos e autossuficientes (pensamentos-em-si), ainda não capazes de representações simbólicas ou de relações objetais. Esses pensamentos funcionam como pré-concepções – predispondo entidades psicossomáticas semelhantes aos arquétipos. O apoio para essa conexão vem da observação do analista kleiniano Money-Kyrle, que aponta que a noção de pré-concepções de Bion é o descendente direto da Ideia de Platão.

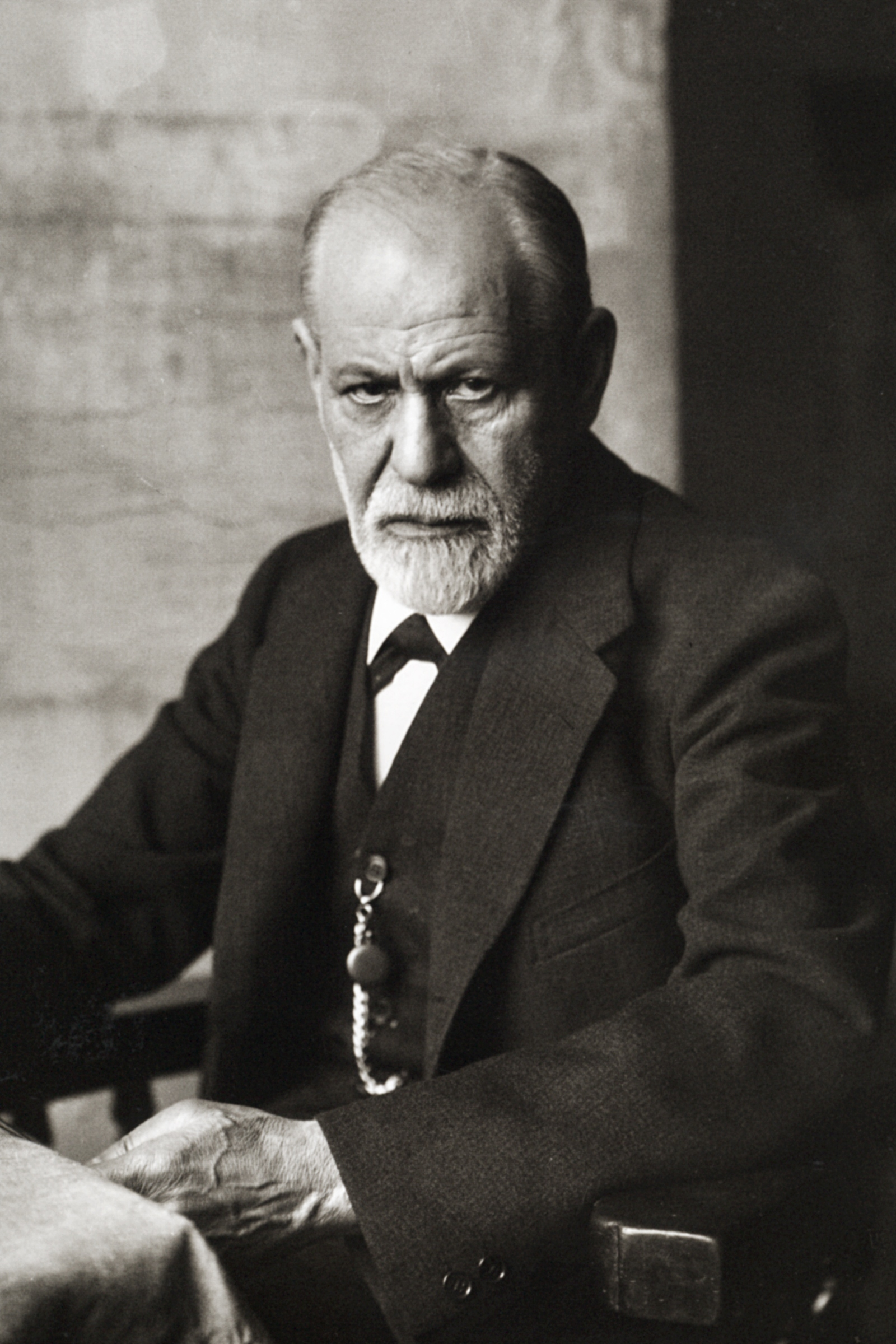
Sigmund Freud (1926; 70 anos).

Sigmund Freud: Nas Palestras Introdutórias à Psicanálise (1916–1917), Freud escreveu: “Não há dúvida de que a fonte [das fantasias] reside nos instintos; mas ainda precisa ser explicado por que as mesmas fantasias, com o mesmo conteúdo, são criadas em cada ocasião. Estou preparado com uma resposta que sei que lhes parecerá ousada. Acredito que… fantasias primordiais – e, sem dúvida, algumas outras também – são uma dotação filogenética”. Sua sugestão de que as fantasias primordiais são o resíduo de memórias específicas de experiências pré-históricas foi interpretada como estando alinhada com a ideia dos arquétipos. Laplanche e Pontalis apontam que todas as chamadas fantasias primordiais se relacionam com as origens e que “assim como os mitos coletivos, elas afirmam fornecer uma representação e uma ‘solução’ para aquilo que constitui um enigma para a criança”.
Robert Langs: Mais recentemente, o psicoterapeuta adaptativo e psicanalista Robert Langs utilizou a teoria arquétipa como forma de compreender o funcionamento do que ele chama de “sistema inconsciente profundo”. O emprego de arquétipos por Langs refere-se, em particular, a questões associadas à Ansiedade ante a morte, que ele considera ser a raiz do conflito psíquico. Assim como Jung, Langs concebe os arquétipos como fatores inconscientes profundos e universais da espécie.

### Neurologia
Rossi (1977) sugere que a função e as características dos hemisférios cerebrais – esquerdo e direito – podem permitir localizar os arquétipos no hemisfério direito. Ele cita pesquisas que indicam que o funcionamento do hemisfério esquerdo é primariamente verbal e associativo, enquanto o do direito é essencialmente visuoespacial e aperceptivo. Assim, o hemisfério esquerdo opera como um processador crítico, analítico e de informações, enquanto o hemisfério direito funciona em modo “gestáltico”. Isso significa que o hemisfério direito é mais eficiente em captar a totalidade a partir de um fragmento, em lidar com materiais confusos, é mais irracional que o esquerdo e está mais intimamente ligado aos processos corporais. Uma vez expressos por meio de palavras, conceitos e linguagem do domínio do hemisfério esquerdo do ego, tais conteúdos tornam-se apenas representações que “tomam sua cor” da consciência individual. Figuras internas como a sombra, a ânima e o animus seriam processos arquétipos originários do hemisfério direito.
Henry (1977) aludiu ao modelo tripartido do cérebro de MacLean, sugerindo que o cérebro reptiliano, parte mais antiga do encéfalo, pode conter não apenas impulsos, mas também estruturas arquétipas. A sugestão é de que houve uma época em que o comportamento emocional e a cognição eram menos desenvolvidos e o cérebro mais antigo predominava. Há um paralelo com a ideia de Jung de que os arquétipos “se cristalizam” com o tempo.

### Crítica literária
A crítica literária arquétipa argumenta que os arquétipos determinam a forma e a função das obras literárias e, por isso, o significado de um texto é moldado por mitos culturais e psicológicos. Os arquétipos são as formas básicas incognoscíveis personificadas ou concretizadas em imagens, símbolos ou padrões recorrentes, que podem incluir motivos como a busca ou a ascensão celestial, tipos reconhecíveis de personagens como o trapaceiro ou o herói, símbolos como a maçã ou a serpente, ou imagens como a crucificação (como em King Kong ou A Noiva de Frankenstein), os quais já estão carregados de significado quando empregados numa obra.

### Psicologia
A psicologia arquétipa foi desenvolvida por James Hillman na segunda metade do século XX. Hillman formou-se no Instituto Jungiano e foi seu Diretor após a graduação. A psicologia arquétipa insere-se na tradição junguiana e está diretamente relacionada à psicologia analítica e à teoria psicodinâmica, embora se afaste radicalmente do conceito original de Jung sobre o que é um arquétipo. A psicologia arquétipa relativiza e desliteraliza o ego e concentra-se na psique (ou Alma) e nos archai, os padrões mais profundos do funcionamento psíquico, as “fantasias fundamentais que animam toda a vida”. A psicologia arquétipa é uma psicologia politeísta, pois tenta reconhecer a miríade de fantasias e mitos – Deuses, Deusas, Semideuses, mortais e animais – que moldam e são moldados pela vida psíquica dos seres humanos. Segundo Hillman, o ego é apenas uma fantasia psicológica existente entre inúmeras outras fantasias.
Muitos arquétipos foram empregados no tratamento de doenças psicológicas. As primeiras pesquisas de Jung foram realizadas com pessoas portadoras de Esquizofrenia.

### Pedagogia
A pedagogia arquétipa foi desenvolvida por Clifford Mayes. O trabalho de Mayes também visa promover o que ele chama de reflexividade arquétipa entre os professores; isto é, incentivar os docentes a examinar e trabalhar questões, imagens e pressupostos psicodinâmicos, à medida que tais fatores afetam suas práticas pedagógicas. Mais recentemente, o Pearson-Marr Archetype Indicator (PMAI), fundamentado nas teorias de Jung sobre arquétipos e tipos de personalidade, tem sido utilizado em aplicações pedagógicas (não muito diferente do Myers–Briggs Type Indicator).

## Aplicações do pensamento baseado em arquétipos

### Em obras históricas

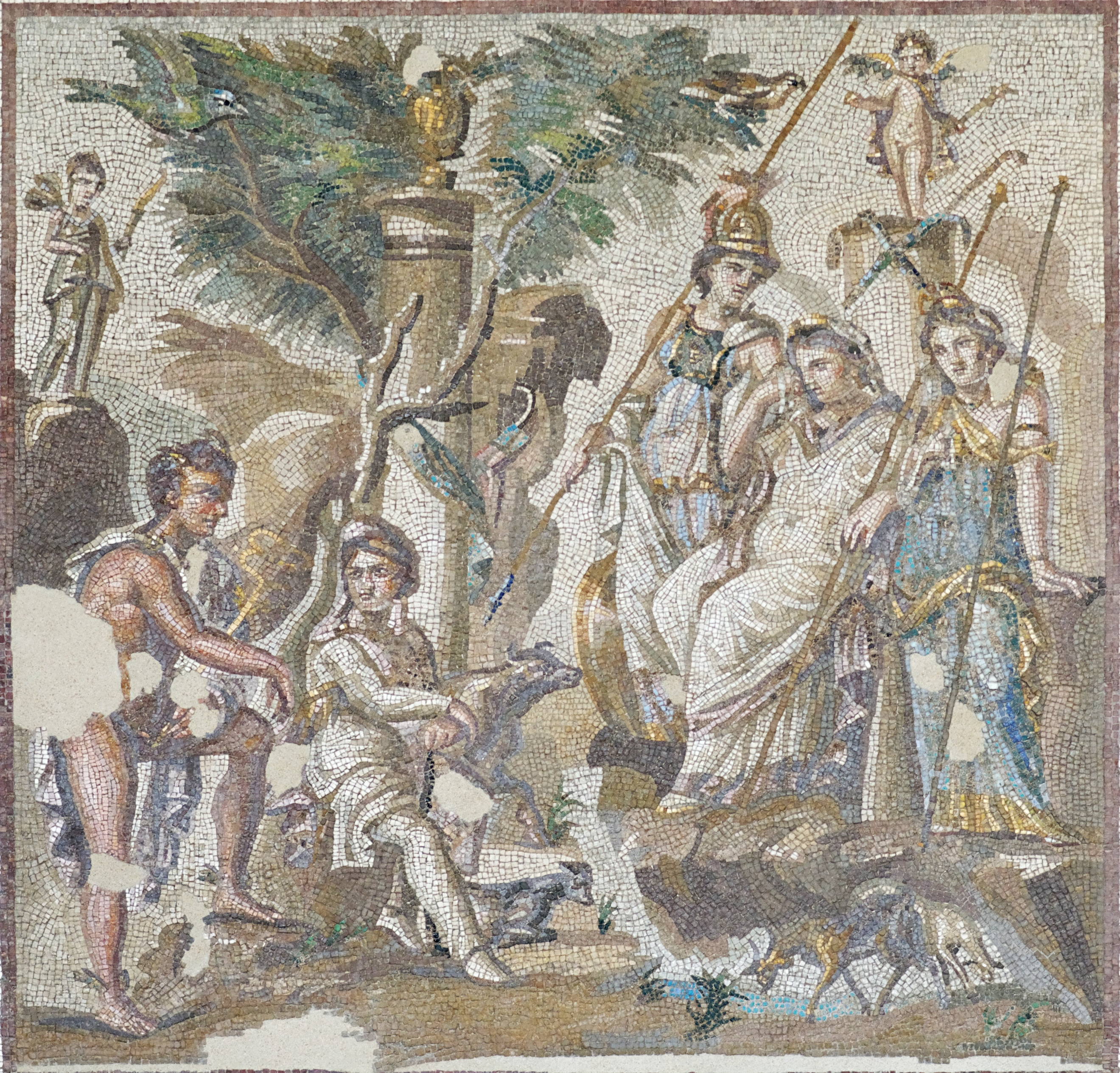
Este mosaico grego de Antioquia (século II d.C.) retrata o Julgamento de Paris que originou a trama e os eventos gerais da Ilíada.

Arquétipos foram citados por diversos estudiosos como figuras-chave tanto na cultura da Grécia Antiga quanto na da Roma Antiga. Exemplos da história antiga incluem as obras épicas Ilíada e Odisseia. Especificamente, o estudioso Robert Eisner argumentou que o conceito de ‘’ânima’’ na teoria junguiana existe, em forma prototípica, entre os personagens de Deusa nessas narrativas, citando particularmente Atena como influência importante.
No contexto do História Medieval, a obra do escritor Geoffrey Chaucer – Os Contos de Canterbury – foi citada como exemplo do uso proeminente dos arquétipos junguianos. O Conto da Esposa de Bath, em especial, dentro da coletânea, apresenta uma exploração dos conceitos de “má mãe” e “boa mãe”. A trama desse conto ainda incorpora temas junguianos mais amplos relacionados à prática da magia, ao uso de enigmas e à natureza da transformação radical.
Na obra épica Paraíso Perdido do intelectual e poeta britânico John Milton, o personagem de Lúcifer apresenta atributos do arquétipo do herói’’ – como Coragem e força de vontade – mas passa a encarnar o conceito de sombra em sua corrupção de Adão e Eva. Assim como os dois primeiros seres humanos, Lúcifer é retratado como um ser criado para servir aos propósitos do Céu, mas sua rebelião e afirmações de Orgulho o configuram, filosoficamente, como um espelho sombrio da obediência moral inicial de Adão e Eva. Além disso, os dois primeiros funcionam reciprocamente como a “ânima” e o “animus”, com seu amor romântico completando-os psicologicamente.

### Na cultura popular moderna

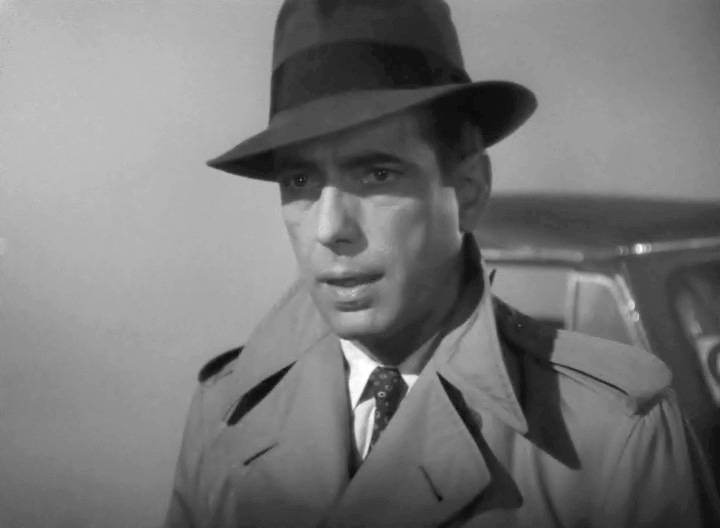
O co-protagonista Rick Blaine de Casablanca tem sido visto, por meio de análises junguianas, como um clássico herói, inserido em um dos triângulos amorosos mais memoráveis do cinema.

Arquétipos abundam na expressão artística contemporânea – em filmes, literatura, música e videogames – assim como nas obras do passado. Essas projeções do inconsciente coletivo incorporam lutas centrais de natureza social e de desenvolvimento em mídias que, além de entreter, instruem. Obras produzidas tanto durante quanto após a vida de Jung têm sido frequentemente analisadas academicamente em termos de seus aspectos psicológicos.
O próprio ato de assistir a filmes possui significado psicológico importante, não apenas em nível individual, mas também por meio do compartilhamento de atitudes sociais em massa por experiências comuns. Os filmes funcionam como uma forma contemporânea de criação de mitos, refletindo as respostas dos indivíduos a si mesmos e aos mistérios e maravilhas da existência humana. Jung, inclusive, sentia fascínio pela dinâmica desse meio. A crítica cinematográfica há muito aplica o pensamento junguiano a diferentes tipos de análise, considerando os arquétipos aspectos fundamentais da narrativa no cinema.
Um estudo conduzido pelos acadêmicos Michael A. Faber e John D. Mayer em 2009 constatou que certos arquétipos em mídias ricamente detalhadas podem ser identificados de forma confiável pelos indivíduos. Os autores também afirmaram que as experiências de vida e a personalidade parecem proporcionar uma espécie de ressonância psicológica com determinadas criações. Arquétipos junguianos também foram citados como influenciadores da percepção do que é considerado “descolado”, sobretudo na cultura jovem. Atores como James Dean e Steve McQueen foram identificados, em especial, como rebeldes marginalizados que incorporam um tipo específico de arquétipo junguiano relacionado à masculinidade.

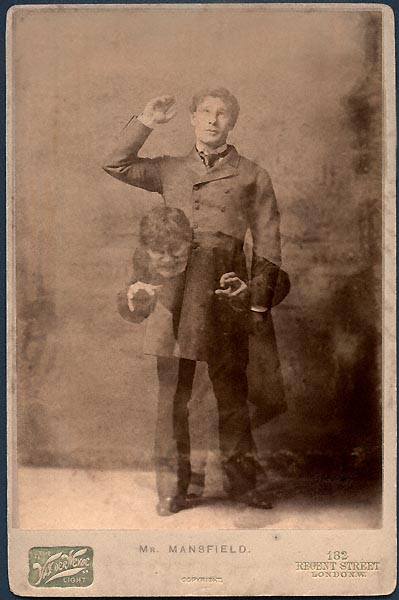
O malévolo Sr. Hyde de O Médico e o Monstro tem sido visto, por meio de análises junguianas, como uma figura de sombra.

O cinema contemporâneo é uma rica fonte de imagens arquétipas, evidenciadas, por exemplo, no arquétipo do herói: aquele que salva o dia e é jovem e inexperiente, como Luke Skywalker em Star Wars, ou, alternativamente, mais velho e cínico, como Rick Blaine em Casablanca.
Atticus Finch do filme O Sol é Para Todos, nomeado o maior herói do cinema de todos os tempos pelo American Film Institute, cumpre três papéis em termos de arquétipos: o pai, o herói e o idealista. No que diz respeito ao primeiro, Atticus foi descrito como “o pai arquétipo mais puro do cinema”, dada sua estreita relação com seus filhos, transmitindo-lhes instintos como a Esperança.

## Críticas
Críticas feministas têm se concentrado em aspectos da teoria arquétipa, os quais são vistos como reducionistas e fornecem uma visão estereotipada da feminilidade e da masculinidade.
Carl Jung também foi acusado de metafísico essencialismo. Sua psicologia – e, em particular, seus pensamentos acerca do espírito – carecem de base científica, tornando-os místicos e fundamentados em suposições em vez de investigações empíricas.
Outra crítica aos arquétipos é que considerar os mitos como universais tende a abstraí-los da história de sua criação e de seu contexto cultural. Alguns críticos modernos afirmam que os arquétipos reduzem as expressões culturais a conceitos genéricos e descontextualizados, despojados de seu contexto singular, simplificando uma realidade complexa a algo “simples e fácil de compreender”. Outros respondem que os arquétipos apenas solidificam os preconceitos culturais do intérprete do mito – especialmente dos ocidentais modernos. A erudição contemporânea caracteriza os arquétipos como um dispositivo eurocêntrico e colonialista que nivela as especificidades de culturas individuais e suas narrativas em prol de uma abstração grandiosa. Isso se evidencia na conceituação do “Outro”, que só pode ser representado por uma ficção egocêntrica limitada, apesar de sua “fundamental insondabilidade”.
Outros o acusaram de promover, de forma romantizada e preconceituosa, o “primitivismo” por meio da teoria arquétipa. Essa teoria tem sido considerada cientificamente infalsificável e questionada quanto à sua adequação enquanto domínio de investigação científica e psicológica. Jung próprio mencionava a demarcação entre o estudo psicológico experimental e descritivo, vendo a psicologia arquétipa – por necessidade – enraizada neste último campo, fundamentada (até certo ponto) em casos clínicos.
Como o ponto de vista de Jung era essencialmente subjetivista, ele apresentava uma perspectiva algo neo-kantiana, com ceticismo quanto ao conhecimento das coisas em si mesmas e uma preferência pela experiência interna em detrimento dos dados empíricos. Esse ceticismo levou Jung a ser acusado de combater o materialismo com outro tipo de reducionismo, que reduz tudo a explicações psicológicas subjetivas e afirmações vagamente quase-místicas.
Críticas pós-junguianas buscam contextualizar, expandir e modificar o discurso original de Jung sobre os arquétipos. Michael Fordham é crítico quanto à tendência de relacionar as imagens produzidas pelos pacientes unicamente a paralelos históricos (por exemplo, provenientes da Alquimia, mitologia ou folclore). Um paciente que produz material arquétipo com marcantes paralelos alquímicos corre o risco de se distanciar ainda mais do seu contexto na vida contemporânea.